# Donauinsel
Donauinsel (Donauøen) er en ø på ca. 21,1 kilometers længde, som kun er 70-210 meter bred og ligger mellem Donau og den såkaldte Entlastungsgerinne (eller Neue Donau) i Wiens byområde.

## Historie
Øens hovedformål er at være en del af Wiens højtsofistikerede beskyttelsessystem mod oversvømmelse. Det har i flere hundrede år været i tankerne på byens administrerende organer, eftersom den mægtige flod har flydt meget tæt forbi byen og i dag altså krydser gennem den. De første mærkbare opmålinger blev lavet i 1870-1875, men dengang blev kun en mindre dæmning resultatet. I 1970 tog en ny plan form og blev hurtigt realiseret. Arbejdet blev påbegyndt i marts 1972 og færdiggjort i 1988.

## Sekundært brug
For de fleste besøgende er øen kendt som et rekreationsområde med barer, restauranter og natklubber samt et væld af sportstilbud fra rulleskøjteløb, cykling og svømning til kanosport og en strand, der føles så eksotisk at den kaldes "Copa Cagrana/Copa Kagrana" (som er en humoristisk hentydning til Rio de Janeiros Copacabana: Kagran er den del af Wiens 22. bezirk, der ligger tættest på stranden. I de sydlige og nordlige dele af øen er der nudiststrande.
Donauinselfesten er en international velkendt årlig open air festival i slutningen af juni og desuden Europas største af slagsen.